# Шахта Остерфельд
Шахта Остерфельд (нем. Zeche Osterfeld) — недействующая каменноугольная шахта в одноименном районе города Оберхаузен (федеральная земля Северный Рейн — Вестфалия).

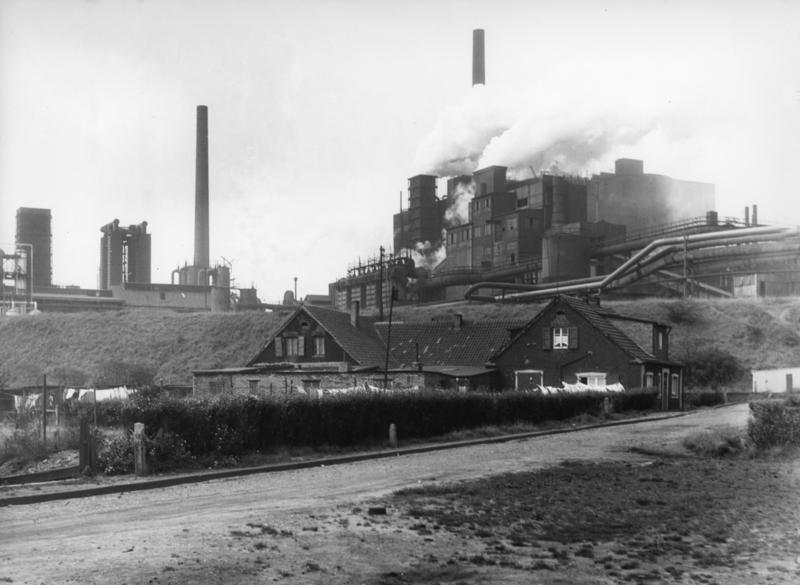
Шахта Остерфельд в 1959 году

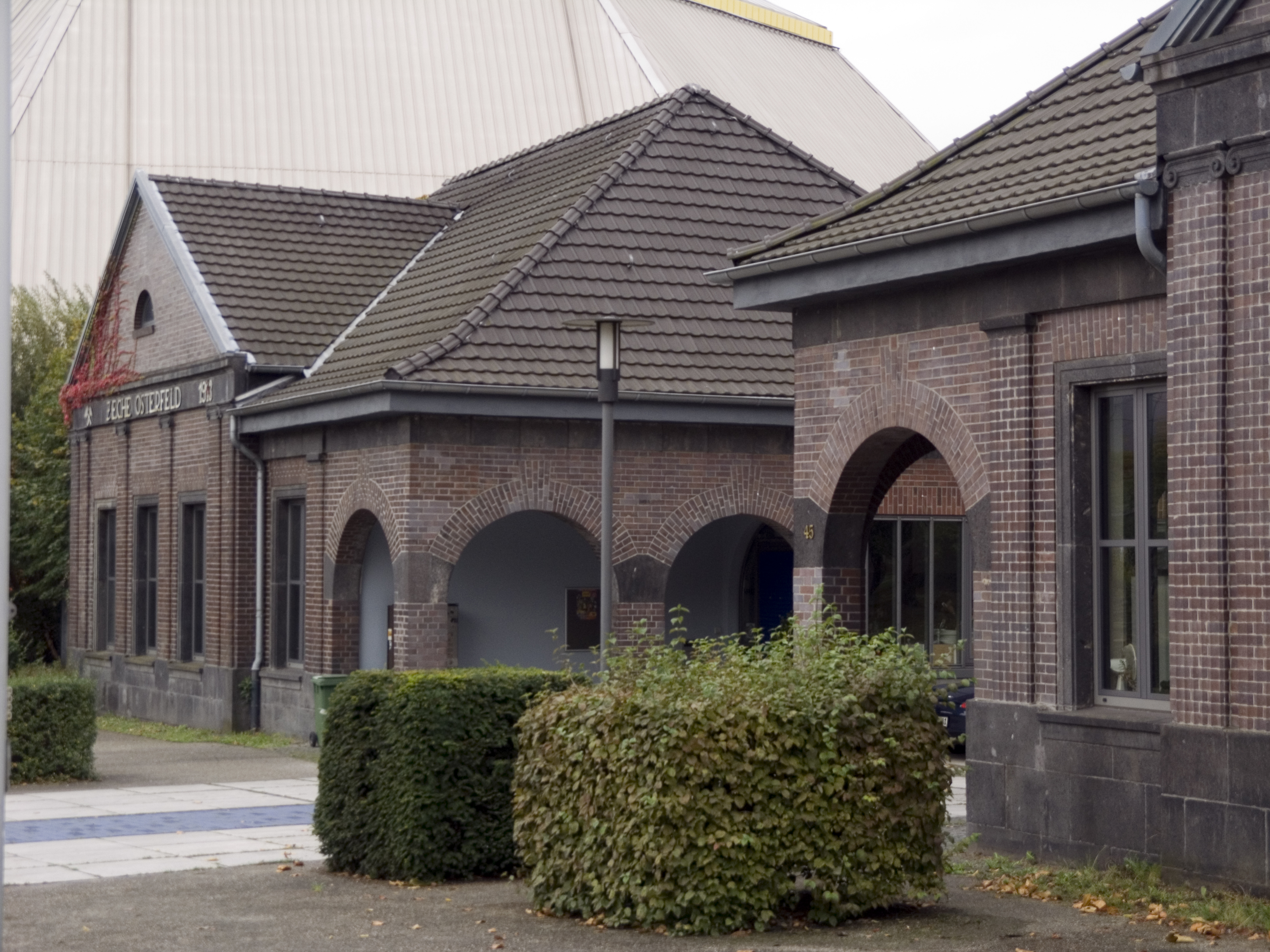
Административные здания

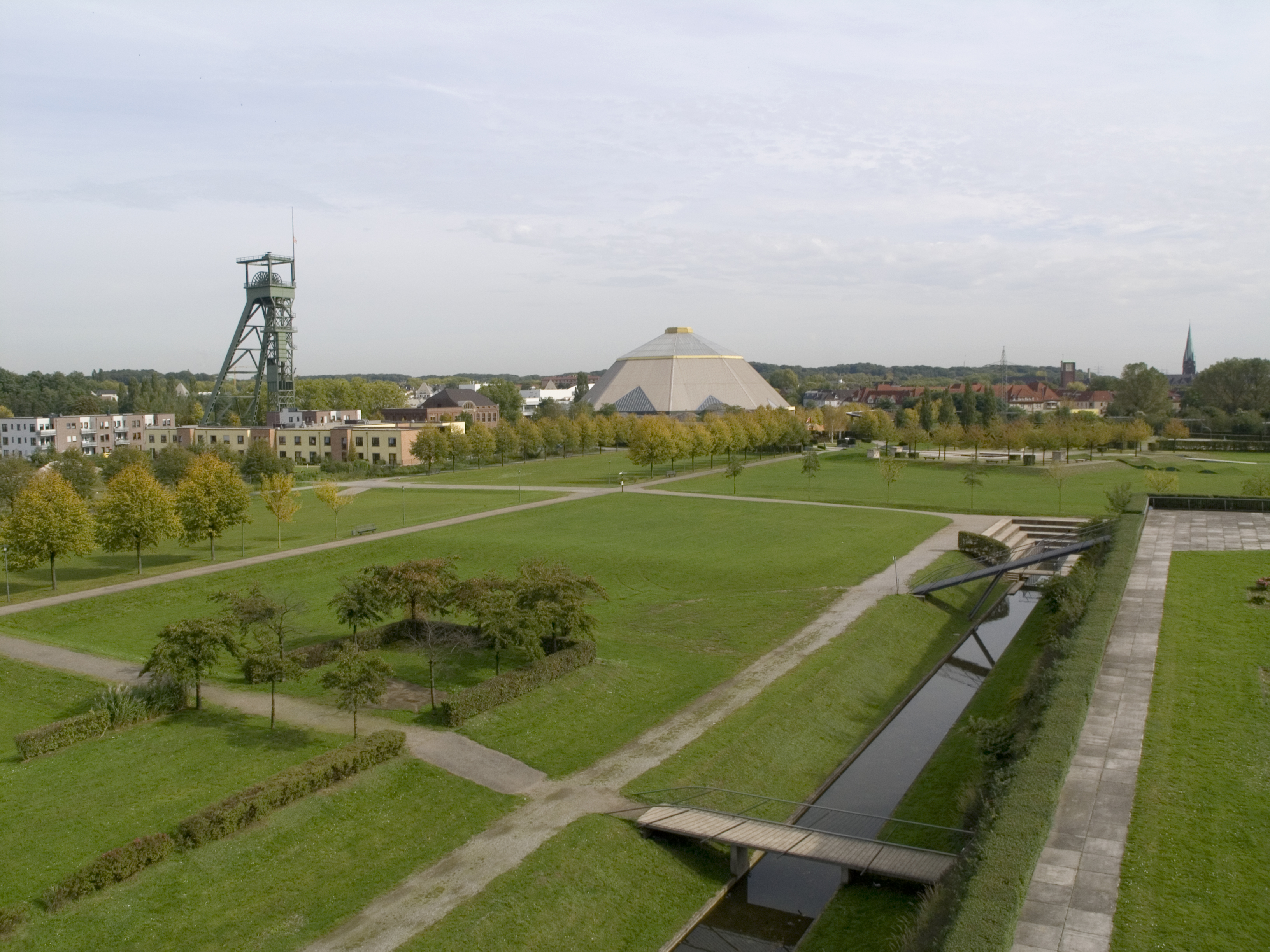
OLGA-Park

## История
В 1850 году в городе Оберхаузен добывающая компания «Gutehoffnungshütte AG» создает промышленное объединение «Шахта Оберхаузен». Объединение приобретает во владение обширные земельные участки в тогда ещё отдельных поселках Берменсфельд, Остерфельд и Штеркраде. На этих участках начинается разработка каменного угля. Первые две шахты, получившие названия «Кёнигсберг 1» и «Кёнигсберг 2» («Königsberg 1» и «Königsberg 2»), строятся в районе дороги, ведущей во Фринтроп (ныне — одноименный район города Эссен), — современной улицы Эссенерштрассе (нем. EssenerStraße). Сегодня об этих шахтах напоминают сохранившиеся административные здания и заросший лесом террикон «Кнаппенгальде».

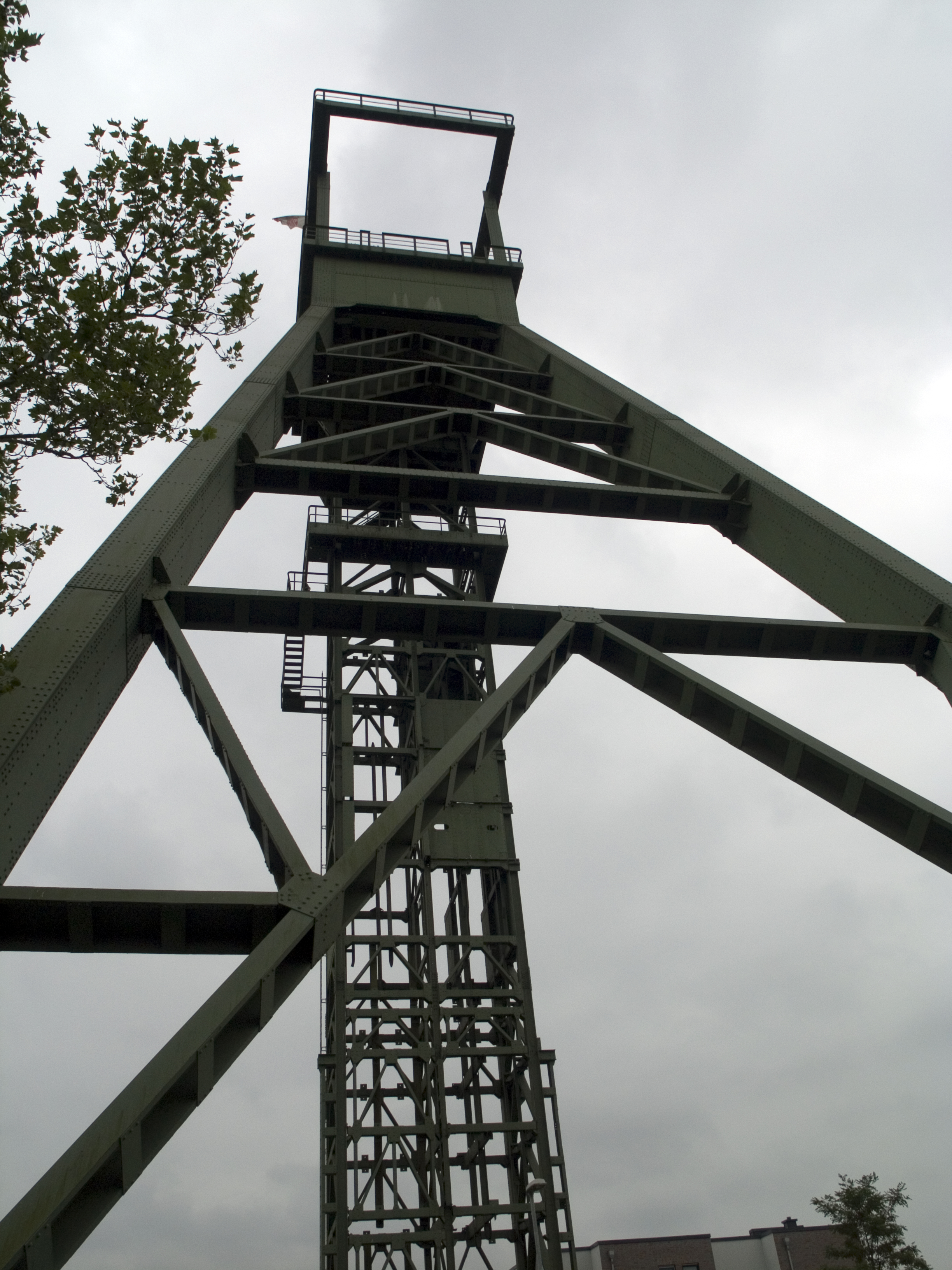
Клетьевой подъёмник

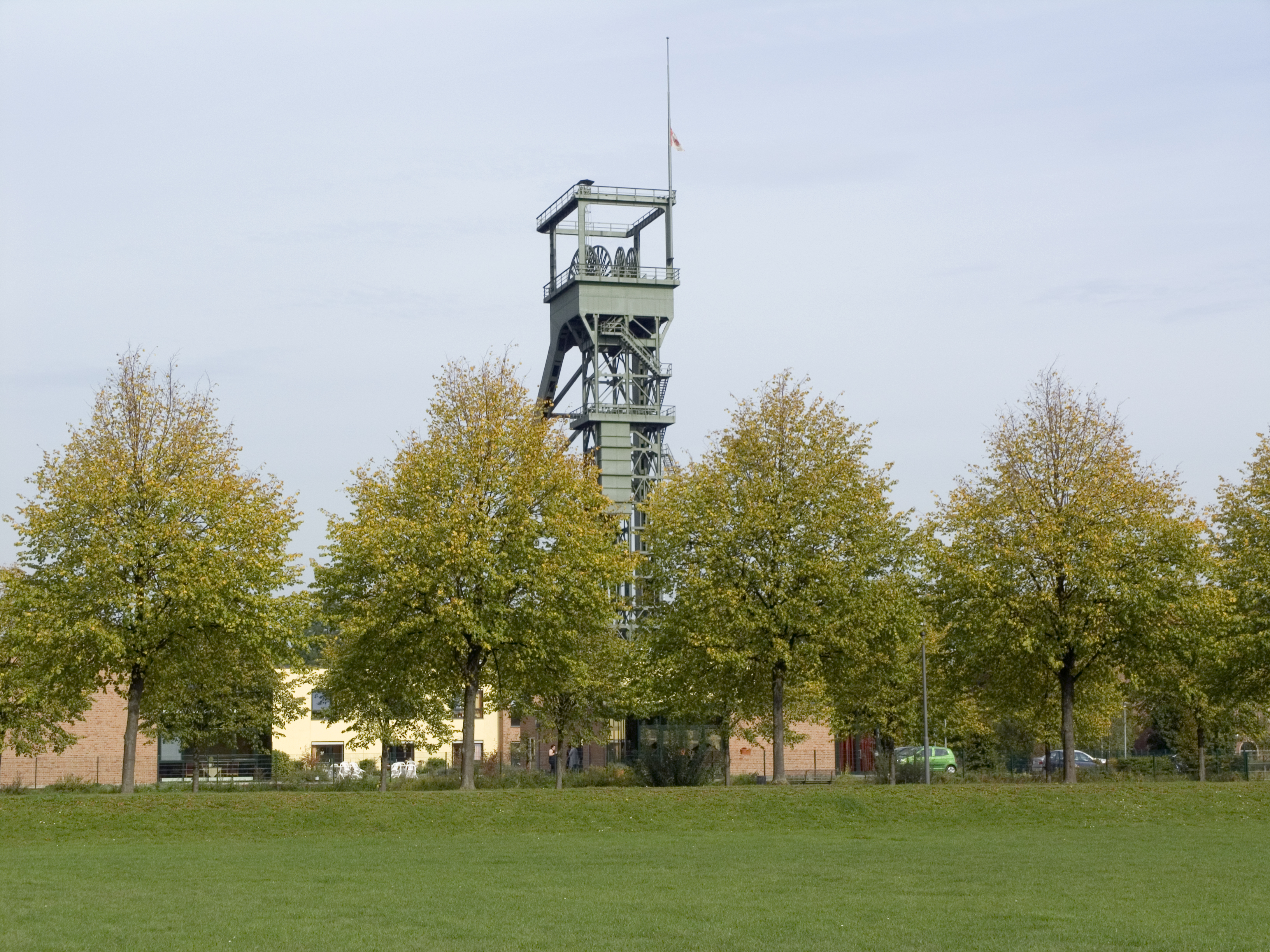
Клетьевой подъёмник

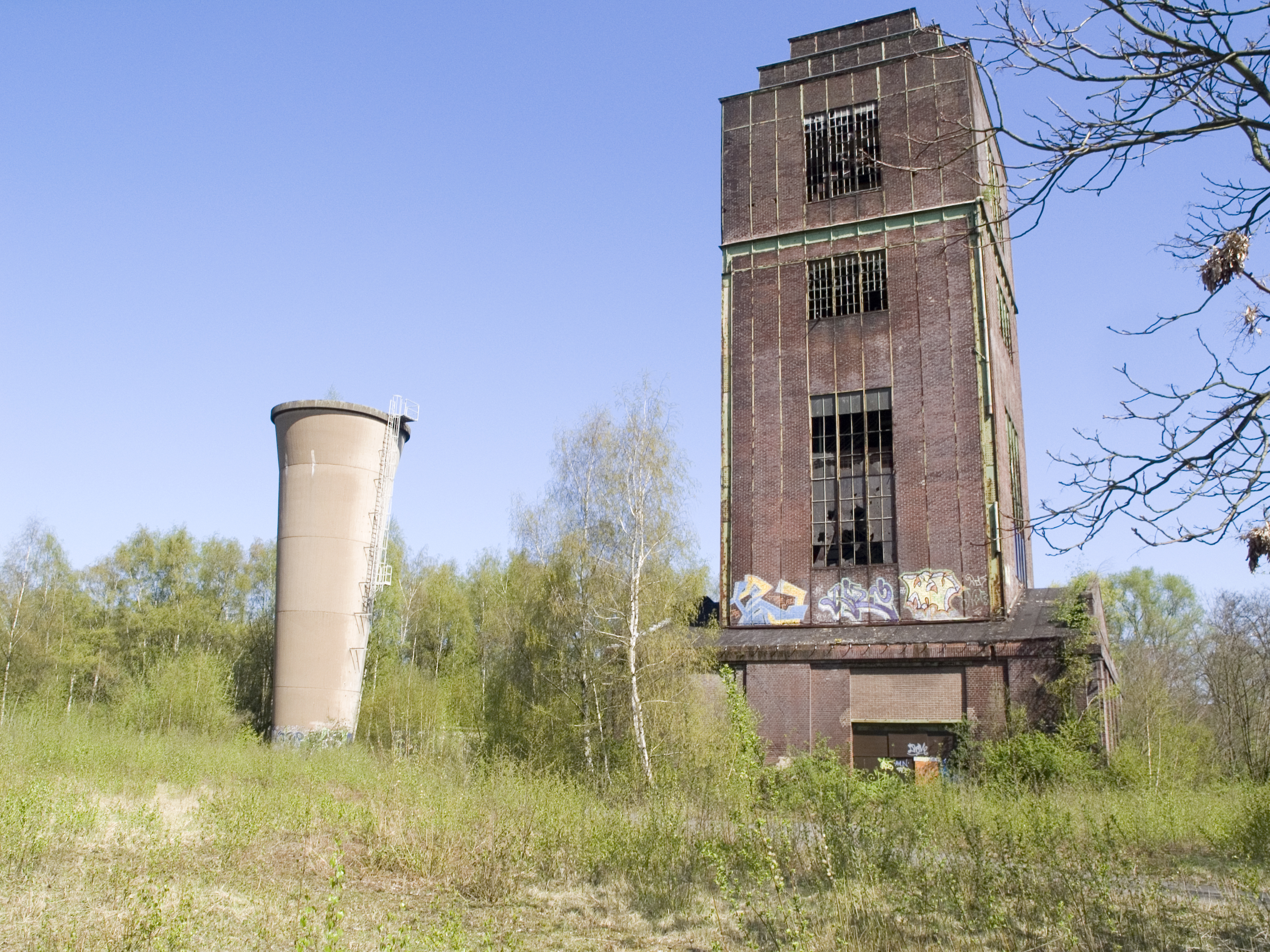
Шахта № 4 (слева — рудничный вентилятор)

 Рост доходов объединения «Шахта Оберхаузен» приводит к открытию в 1873 году третьей шахты в районе улицы Фестишенштрассе (нем. VestischenStraße) в Остерфельде. В начале эта шахта получает название «Шахта № 3», но вскоре, ввиду особого богатства каменноугольного месторождения именно в этом районе, шахта выделяется в отдельное угледобывающее предприятие — «Шахта Остерфельд».

 В 1884 году шахта оборудуется системой вентиляции, обеспечивающей поступление свежего воздуха в полость выработки. В 1898 году шахта углубляется и строится клетьевой подъёмник. Для интенсификации выдачи угля на-гора в 1903 году строятся новый шахтный подъём и транспортёрная эстакада. В 1905 году пробивается новый шахтный ствол и сооружается новый клетьевой подъёмник. В это же время «Gutehoffnungshütte AG» строит коксовый завод. В 1914 году в Такенберге бурится новый вентиляционный шурф и сооружается шахта № 4.

 После Первой мировой войны «Gutehoffnungshütte AG» объединяет шахту Оберхаузен, шахту Штеркраде и шахту Хуго Ганиля. К тридцатым годам добыча угля достигала уже приблизительно 2 млн тонн при около 800 тыс. тонн коксового производства ежегодно.

 Во время Второй мировой войны шахта Остерфельд претерпела значительные разрушения. В 1944 году произошло точное бомбовое попадание в ходе налёта союзнической авиации. Были полностью разрушены транспортёрная эстакада и подъёмник. К 1945 году шахта полностью прекратила свою работу, функционировал лишь коксовый завод. В 1946 году были проведены работы по восстановлению шахтного ствола и добыча угля была возобновлена. Полное восстановление шахты Остерфельд было окончено к 1950 году. Шахта была переименована в честь Пауля Ройша — бывшего директора «Gutehoffnungshütte AG».

 В 1957—1958 годах в Германии произошел так называемый 
угольный кризис. «Gutehoffnungshütte AG» предпринимает широкие меры для сохранения объёмов добычи. В 1957 году строится новый клетьевой подъёмник башенного типа. В 1960-е годы прокладываются новые шахтные треки в направлении Динслакена, в Шмахтендорфе открывается шахта № 5, которая получила название «Северная шахта». В 1973 году модернизируется коксовый завод. Средняя добыча составляет 2,6 млн тонн в год при 900 тыс. тонн коксового производства.

## Сегодняшнее состояние
Со 2-й половины 80-х годов начинается процесс сворачивания добычи угля в Рурском регионе. Этот процесс сказался как на функционировании шахты Остерфельд, так и «Gutehoffnungshütte AG» в целом. Первым прекратил работу коксовый завод в 1988 году. Шахты Осттерфельд № 1, № 3 и № 4, шахты Штеркраде № 1 и № 2, а также шахта Хуго Ганиля были закрыты в 1993—1994 годах. Начались работы по деиндустриализации и озеленению местности. Последней прекратила работу шахта № 5 в 2007 году.
На территории Шахт № 1—3 был разбит ландшафтный парк — OLGA-Park (нем. Oberhausener Landschaft Garten Anlage Park). Транспортёрная эстакада шахты Штеркраде № 1 и клетьевой подъёмник шахты Остерфельд № 3 сохраняются как памятники индустриальной культуры.
Шахта Остерфельд входит в состав тематического пункта № 4 регионального проекта «Путь индустриальной культуры» Рурского региона.